# Base de lancement de V1 de Brécourt
La base de lancement de V1 de Brécourt est un ouvrage militaire de la Luftwaffe situé à Cherbourg-en-Cotentin, en France.

## Localisation
La base est située dans le département français de la Manche, dans la commune nouvelle de Cherbourg-en-Cotentin, sur le territoire de la commune déléguée d'Équeurdreville-Hainneville, dans la vallée du Vaublat, au pied du fort des Couplets.

## Protection
La rampe de lancement, ainsi que les huit anciens réservoirs souterrains et le réseau de galeries qui les accompagne sont classés au titre des monuments historiques depuis le 23 février 1995.